# كيفن غارنيت
كيفن غارنيت (بالإنجليزية: Kevin Garnett) مواليد 19 مايو 1976، هو لاعب كرة سلة أمريكي يلعب مع فريق مينيسيوتا تيمبر وولفز في الرابطة الوطنية لكرة السلة ويحمل الرقم 21. يبلغ طوله 6 قدم 11 بوصة (2.1 م).

## فرق لعب لها
- مينيسيوتا تيمبر وولفز
- بوسطن سيلتكس
- بروكلين نتس

## الميداليات
| الميدالية | المسابقة                             |
| --------- | ------------------------------------ |
| ذهبية     | الألعاب الأولمبية الصيفية 2000       |
| ذهبية     | بطولة أمم الأمريكتين لكرة السلة 1999 |

## روابط خارجية
- كيفن غارنيت على موقع IMDb (الإنجليزية)
- كيفن غارنيت على موقع الموسوعة البريطانية (الإنجليزية)
- كيفن غارنيت على موقع إن إن دي بي (الإنجليزية)
- كيفن غارنيت على موقع قاعدة بيانات الفيلم (الإنجليزية)
- كيفن غارنيت على موقع الاتحاد الدولي لكرة السلة (الإنجليزية)
- كيفن غارنيت على موقع إن بي أي (الإنجليزية)
- كيفن غارنيت على موقع سبورتس رفرنس (الإنجليزية)
- كيفن غارنيت على موقع كرة السلة الأوروبية.كوم (الإنجليزية)
- كيفن غارنيت على موقع ريلجم (الإنجليزية)
- كيفن غارنيت على موقع بروبوليرز (الإنجليزية)
- كيفن غارنيت على موقع سبورتس رفرنس (الإنجليزية)
- كيفن غارنيت على موقع أوليمبيديا (الإنجليزية)